# 浮雲 (二葉亭四迷の小説)
『浮雲』（うきぐも）は、二葉亭四迷の長編小説。角書「新編」。第1編1887年（明治20年）6月20日、第2編1888年（明治21年）2月13日、金港堂刊行。第3編は『都の花』1890年（明治23年）7月から8月まで連載。合本、1891年（明治24年）9月。

## 概要
主人公の内海文三（うつみぶんぞう）とその従姉妹のお勢（せい）、友人の本田昇の3人の姿を中心に描かれている。言文一致の文体（ダ体）で書かれた日本の近代小説の始まりを告げた作品で、四迷の代表作。坪内逍遥の『小説神髄』を読んで満足しなかった四迷が、逍遥の『当世書生気質』に対抗して書いた。当初は坪内逍遥の本名「坪内雄蔵」の著者名で発表され、逍遥は報酬として印税の半分を受け取っていた。
しかし四迷は出来に満足せず、この後約20年間ほど小説の執筆から離れてしまった。

## あらすじ
内海文三は融通の利かない男である。とくに何かをしくじったわけでもないが役所を免職になってしまい、プライドの高さゆえに上司に頼み込んで復職願いを出すことができずに苦悶する。だが一方で要領のいい本田昇は出世し、一時は文三に気があった従妹のお勢の心は本田の方を向いていくようである。お勢の母親のお政からも愛想を尽かされる中、お勢の心変わりが信じられない文三は、本田やお勢について自分勝手に様々な思いを巡らしながらも、結局何もできないままである。

## 作品解説
ロシア文学から強い影響を受けた四迷は、同時代のロシアの作家イワン・ゴンチャロフの『オブローモフ』をこの作品のモデルにしたと言われている。また、その文体は第一篇から第三篇に至るまでに大きく変化している。第三篇では文三の独白の部分が増大し、第一篇で顕著に見られた、読者への呼びかけをしながら物語をあたかも主導するような語り手の姿は背景に退いている。文章中の描写や各章の名称においても、凝った見立てに基づいた戯作調の表現は物語が進むごとに次第になくなっていく。
言文一致の文体については、三遊亭圓朝の落語の速記本を参考にしたと言われている。
この作品は未完であると言われるが、第三篇の末尾には「終」と明記されている。それでも未完とされるのは続編の構想と思われる作品メモが発見されたからであり、二葉亭の意思として未完であったかどうかはわからない。

## 小説
浮雲第一編の書きだしを以下に抜粋する。言文一致で書かれている。本作は明治時代に起きた言文一致運動を代表する作品である。